# 25 de dezembro
25 de dezembro é o 359.º dia do ano no calendário gregoriano (360.º em anos bissextos). Faltam 6 dias para acabar o ano.

## Eventos históricos

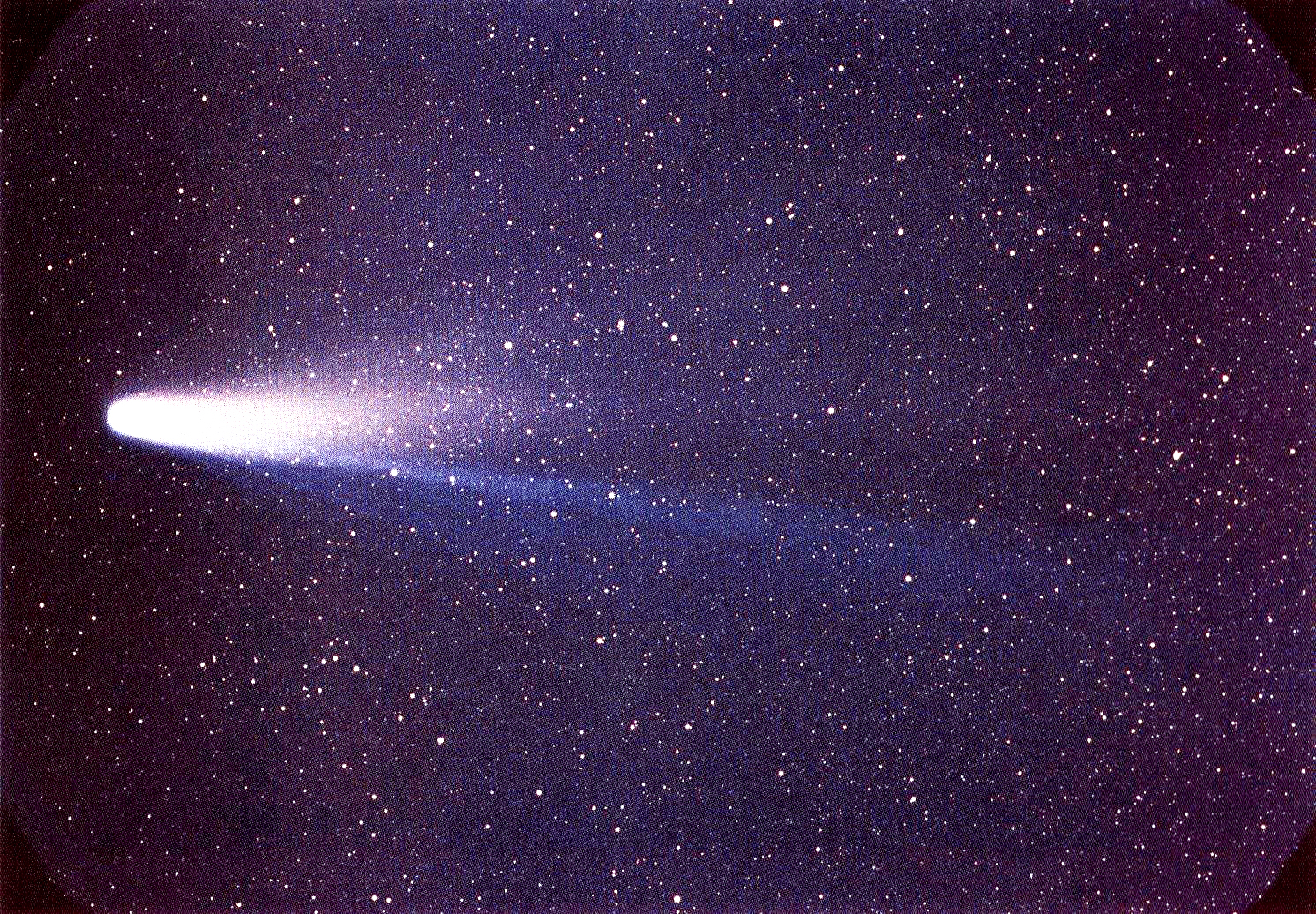
1758: Cometa Halley

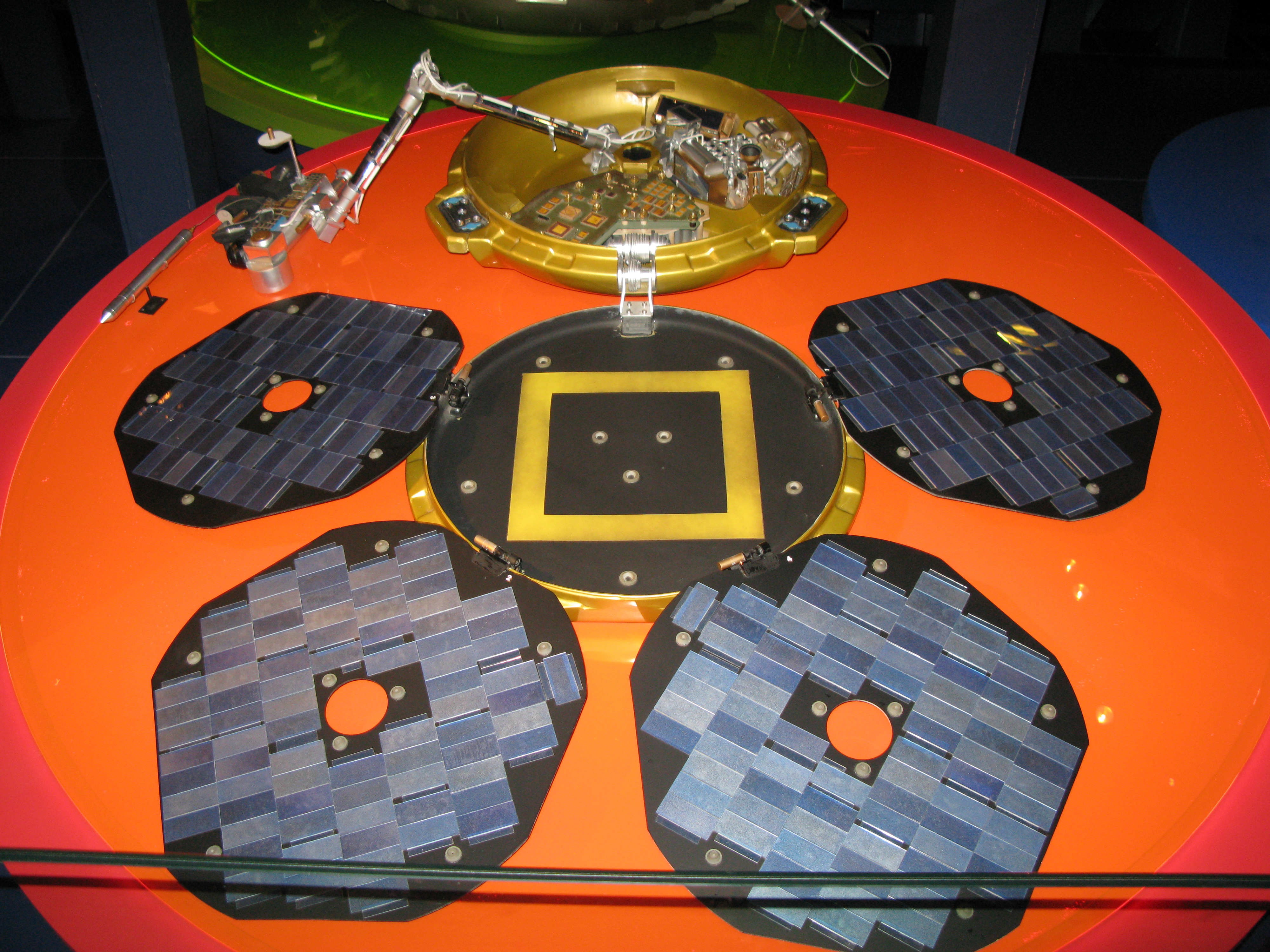
2003: Réplica da sonda Beagle 2

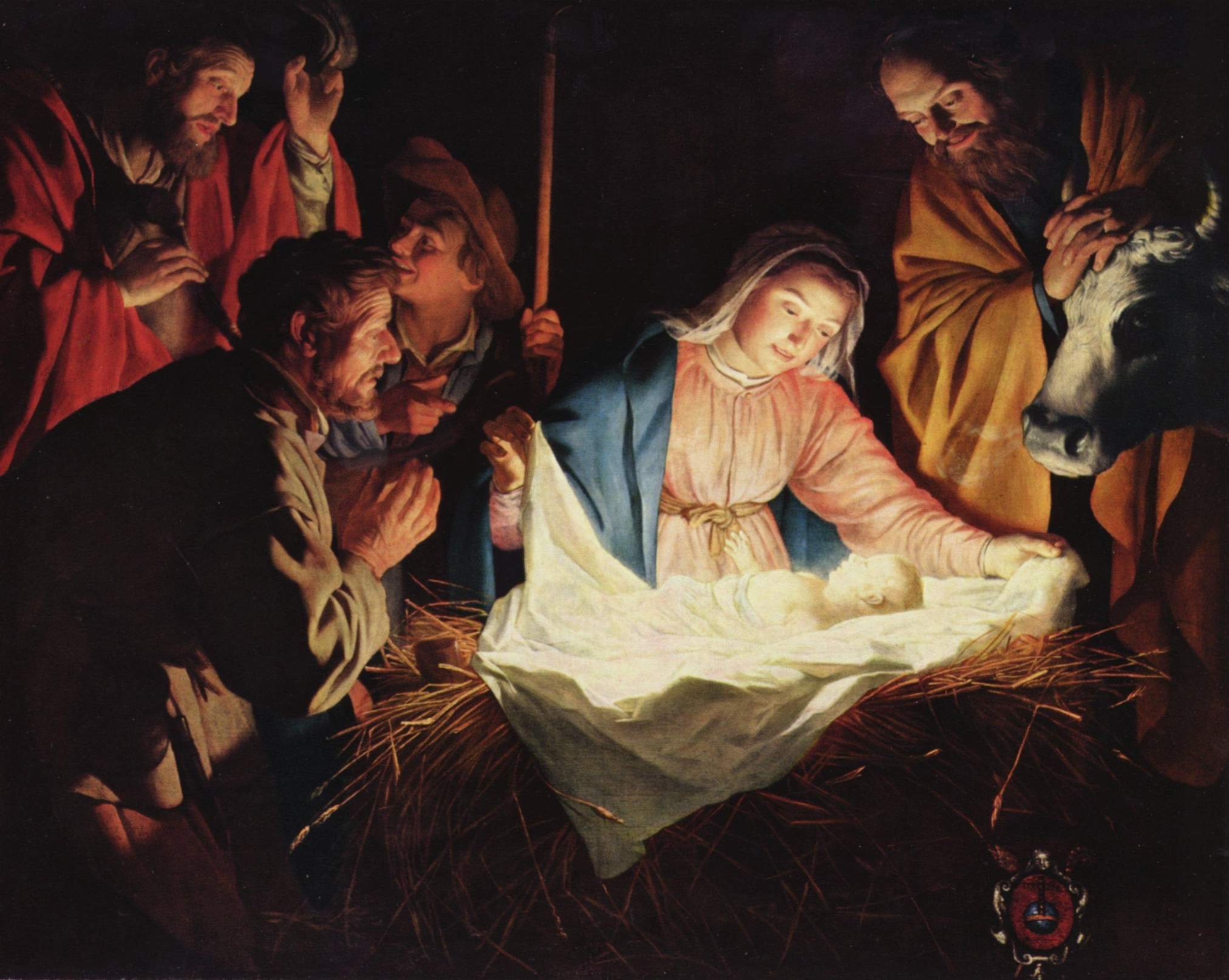
Adoração dos Pastores, de Gerard van Honthorst, representando o dia de Natal e o nascimento de Jesus

- 0001 — data tradicional do nascimento de Jesus de Nazaré para os cristãos ocidentais. Esta data, no entanto, não corresponde à cronologia histórica porque este teria nascido durante o reinado do imperador romano César Augusto, na ocasião da ocupação romana do governo de Quirino ou no de Quintílio na Síria (Lc 2,1-2). A estimativa geralmente adotada pelos historiadores e exegetas atuais varia de 7 a 3 a.C. A escolha de 25 de dezembro é uma convenção, o dia exato de seu nascimento é desconhecido.
- 0036 — Forças do imperador Guang Wudi da Dinastia Han, sob o comando de Wu Han, conquistam o império separatista de Chengjia, reunificando a China.[1]
- 0274 — Um templo ao Sol Invicto é dedicado em Roma pelo Imperador Aureliano.
- 0333 — Imperador Constantino nomeia seu filho mais novo, Constante I, ao título de César.
- 0336 — Primeira informação documental da celebração do Natal em Roma.[2]
- 0350 — Vetrânio encontra-se com Constâncio II em Niš na (Sérvia) e é forçado a abdicar seu título de César. Constâncio o permite viver como um cidadão com uma pensão do Estado.
- 0508 — Clóvis I, rei dos francos, é batizado na fé católica em Reims, por São Remígio.
- 0597 — Agostinho de Cantuária e seus companheiros batizam mais de 10 mil anglo-saxões em Kent.
- 0800 — Carlos Magno é coroado Imperador pelo Papa Leão III. Tem início o Sacro Império Romano-Germânico.
- 0820 — Leão V, imperador romano-oriental (bizantino), é assassinado em uma igreja do Grande Palácio de Constantinopla por seguidores de Miguel II.
- 1000 — Fundação do Reino da Hungria como um reino cristão por Estêvão I.
- 1013 — Sweyn Forkbeard assume o controle do Danelaw e é proclamado rei da Inglaterra.
- 1025 — Coroação de Miecislau II Lamberto como rei da Polônia.
- 1046 — Henrique III é coroado imperador do Sacro Império Romano-Germânico pelo Papa Clemente II.
- 1066 — Guilherme da Normandia é coroado rei de Inglaterra na Abadia de Westminster.
- 1076 — Coroação de Boleslau II, o Generoso, como rei da Polônia.
- 1100 — Balduíno de Bolonha é coroado primeiro rei de Jerusalém na Basílica da Natividade.
- 1130 — Conde Rogério II da Sicília é coroado o primeiro rei da Sicília.
- 1137 — Leonor da Aquitânia é coroada rainha consorte da França em Burges.
- 1261 — João IV Láscaris do restaurado Império Bizantino é deposto e cego por ordens de seu cogovernante Miguel VIII Paleólogo.
- 1492 — A carraca Santa Maria, comandada por Cristóvão Colombo, bate em um recife ao largo do Haiti devido a uma vigilância inadequada.
- 1559 — Papa Pio IV é eleito, quatro meses após a morte de seu antecessor.
- 1758 — O cometa Halley é avistado por Johann Georg Palitzsch, confirmando a previsão de Edmund Halley sobre sua passagem. Esta foi a primeira passagem de um cometa prevista com antecedência.
- 1776 — Guerra de Independência dos Estados Unidos: George Washington e o Exército Continental cruzam o rio Delaware à noite para atacar as forças que serviam ao Império Britânico em Trenton, Nova Jersey, no dia seguinte.[3]
- 1831 — Começa a Grande Revolta dos Escravos da Jamaica; quase 20% dos escravos da ilha se mobilizam em uma luta fracassada pela liberdade.
- 1868 — Indultos para ex-confederados: o presidente dos Estados Unidos, Andrew Johnson, concede um perdão incondicional a todos os veteranos confederados.[4]
- 1881 — Primeiro voo no Brasil, em Belém, de um balão dirigível, Le Victoria, e segundo voo no mundo por Júlio César Ribeiro de Sousa.
- 1905 — A Pinacoteca do Estado de São Paulo projetada por Ramos de Azevedo e Domiziano Rossi, é inaugurada.
- 1914 — Uma série de tréguas não oficiais ocorre na Frente Ocidental para celebrar o Natal.
- 1915 — A Guerra de Proteção Nacional irrompe contra o Império da China, quando os líderes militares Cai E e Tang Jiyao proclamam a independência de Iunã e iniciam uma campanha para restaurar a República.[5]
- 1932 — Um terremoto de magnitude 7,6 em Changmabao, Gansu, na China, mata 70 mil pessoas.[6]
- 1941
  - Segunda Guerra Mundial: termina a Batalha de Hong Kong, dando início à ocupação japonesa de Hong Kong.
  - O almirante Chester W. Nimitz, nomeado comandante da Frota do Pacífico dos Estados Unidos em 17 de dezembro chega a Pearl Harbor.[7][8]
- 1946 — A primeira reação nuclear em cadeia autossustentável na Europa é iniciada no reator nuclear F-1 da União Soviética.[9]
- 1962 — A União Soviética realiza seu teste final de armas nucleares acima do solo, em antecipação ao Tratado de Proibição Parcial de Testes Nucleares de 1963.
- 1968 — Programa Apollo: a Apollo 8 realiza a primeira manobra bem-sucedida de propulsão para definir uma trajetória que cruza a esfera de influência da Terra, enviando a tripulação e a espaçonave de volta à Terra a partir da órbita lunar.[10]
- 1976 — O voo 664 da EgyptAir, um Boeing 707-366C, cai na aproximação do Aeroporto Internacional Don Mueang, matando 71 pessoas.[11]
- 1977 — O primeiro-ministro israelense Menachem Begin se reúne no Egito com seu presidente Anwar Al Sadat.
- 1986 — O voo 163 da Iraqi Airways, um Boeing 737-270C, é sequestrado e cai em Arar, Arábia Saudita, matando 63 pessoas.
- 1989 — Revolução Romena: o presidente deposto da Romênia Nicolae Ceaușescu e sua esposa, Elena, são condenados à morte e executados após um julgamento sumário.
- 1991 — Mikhail Gorbatchov renuncia ao cargo de presidente da União Soviética (a própria união é dissolvida no dia seguinte). O referendo da Ucrânia é finalizado e a Ucrânia deixa oficialmente a União Soviética.
- 2003 — A sonda Beagle 2, lançada pela sonda Mars Express em 19 de dezembro, deixa de transmitir pouco antes de seu pouso programado.
- 2004 — A sonda Cassini lança a sonda Huygens, que pousou com sucesso na lua de Saturno, Titã, em 14 de janeiro de 2005.
- 2016 — Um Tupolev Tu-154 do Ministério da Defesa da Rússia, transportando membros do Ensemble Alexandrov, cai no Mar Negro logo após a decolagem, matando todas as 92 pessoas a bordo.
- 2019 — Vinte pessoas morrem e milhares ficam desabrigadas pelo tufão Phanfone nas Filipinas.
- 2021 — Lançamento do Telescópio Espacial James Webb.
- 2024 — O voo Azerbaijan Airlines 8243 é acidentalmente abatido pela Rússia em Aktau, no Cazaquistão, causando a morte de 38 pessoas.

## Nascimentos

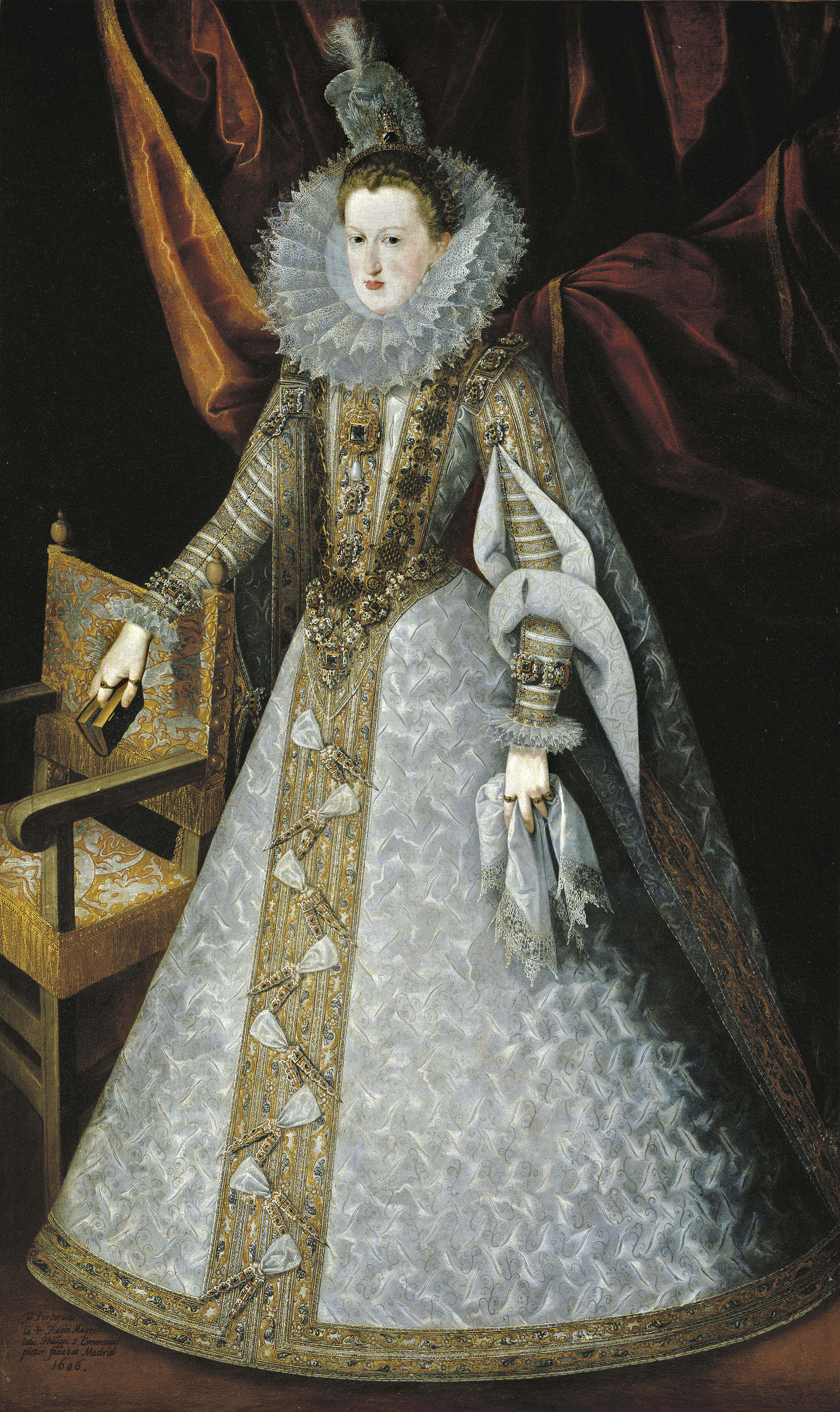
Margarida da Áustria, Rainha da Espanha

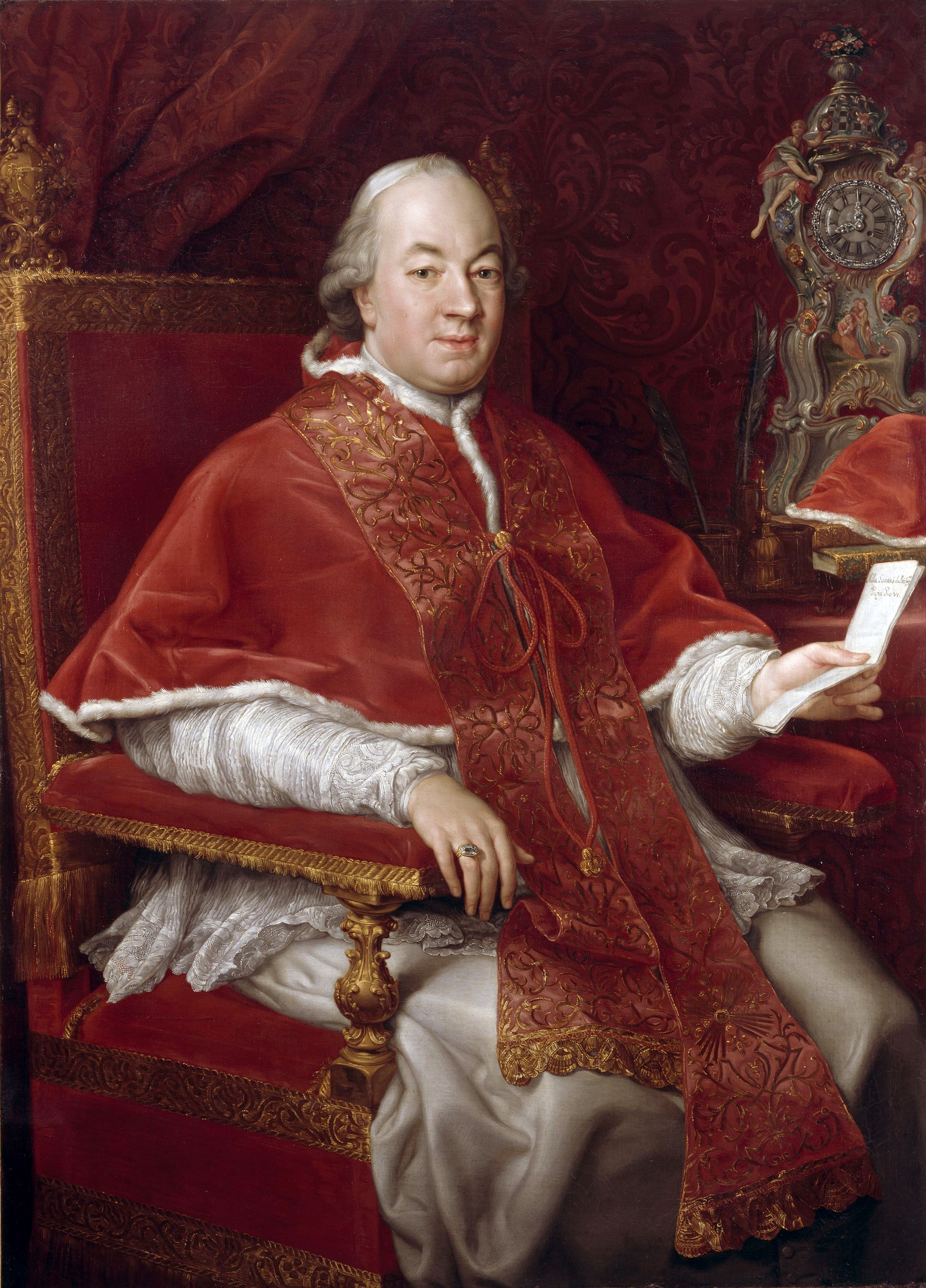
Papa Pio VI

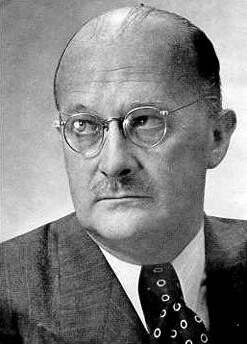
Adolf Otto Reinhold Windaus

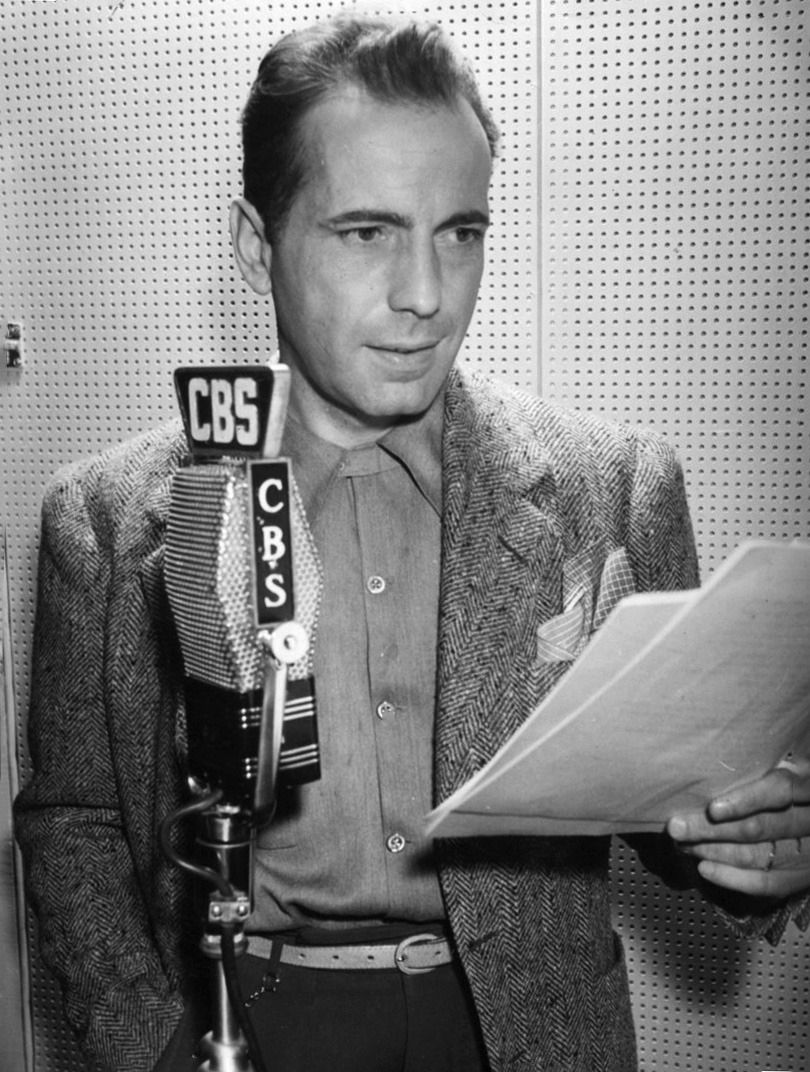
Humphrey Bogart

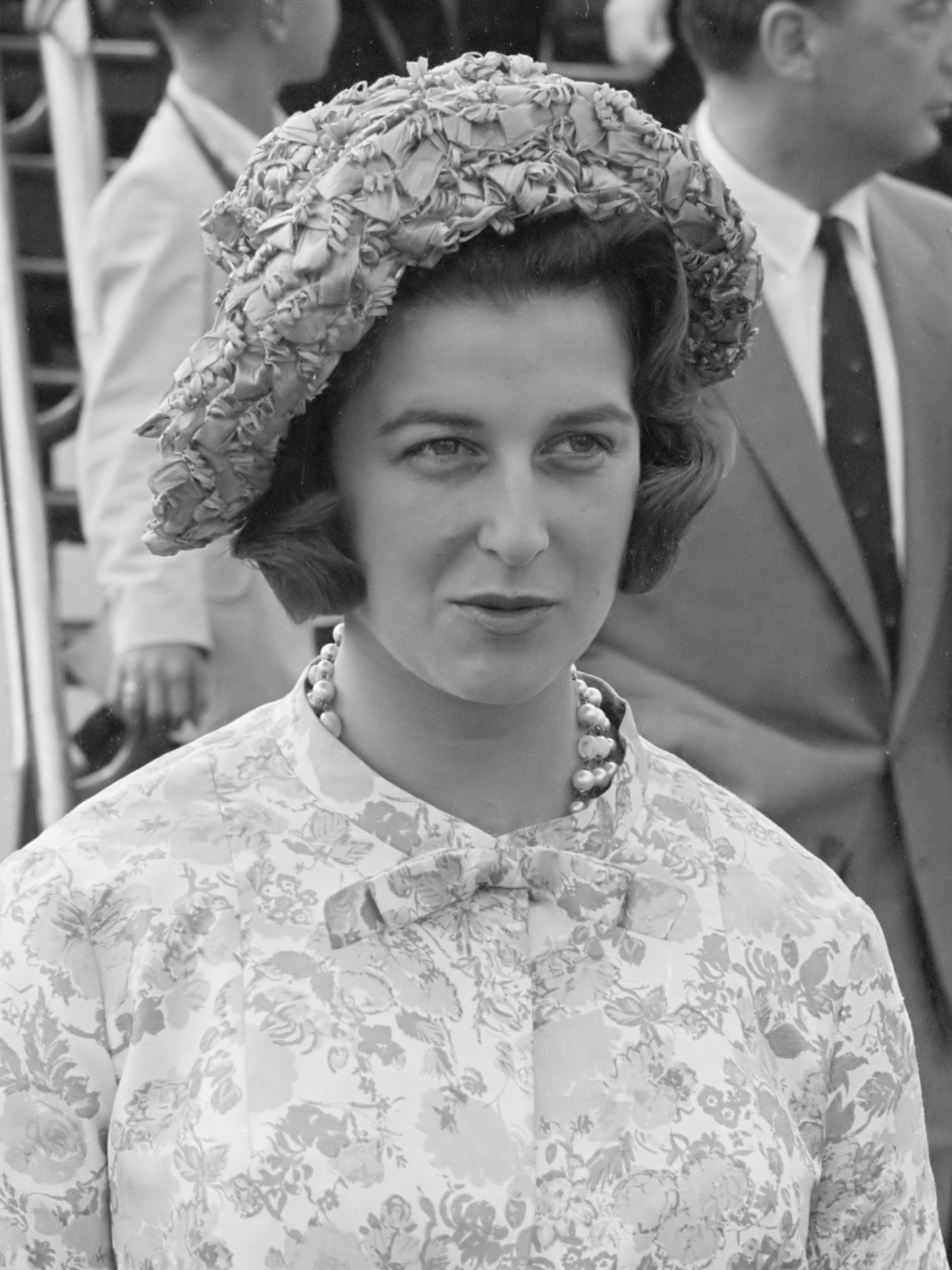
Alexandra de Kent

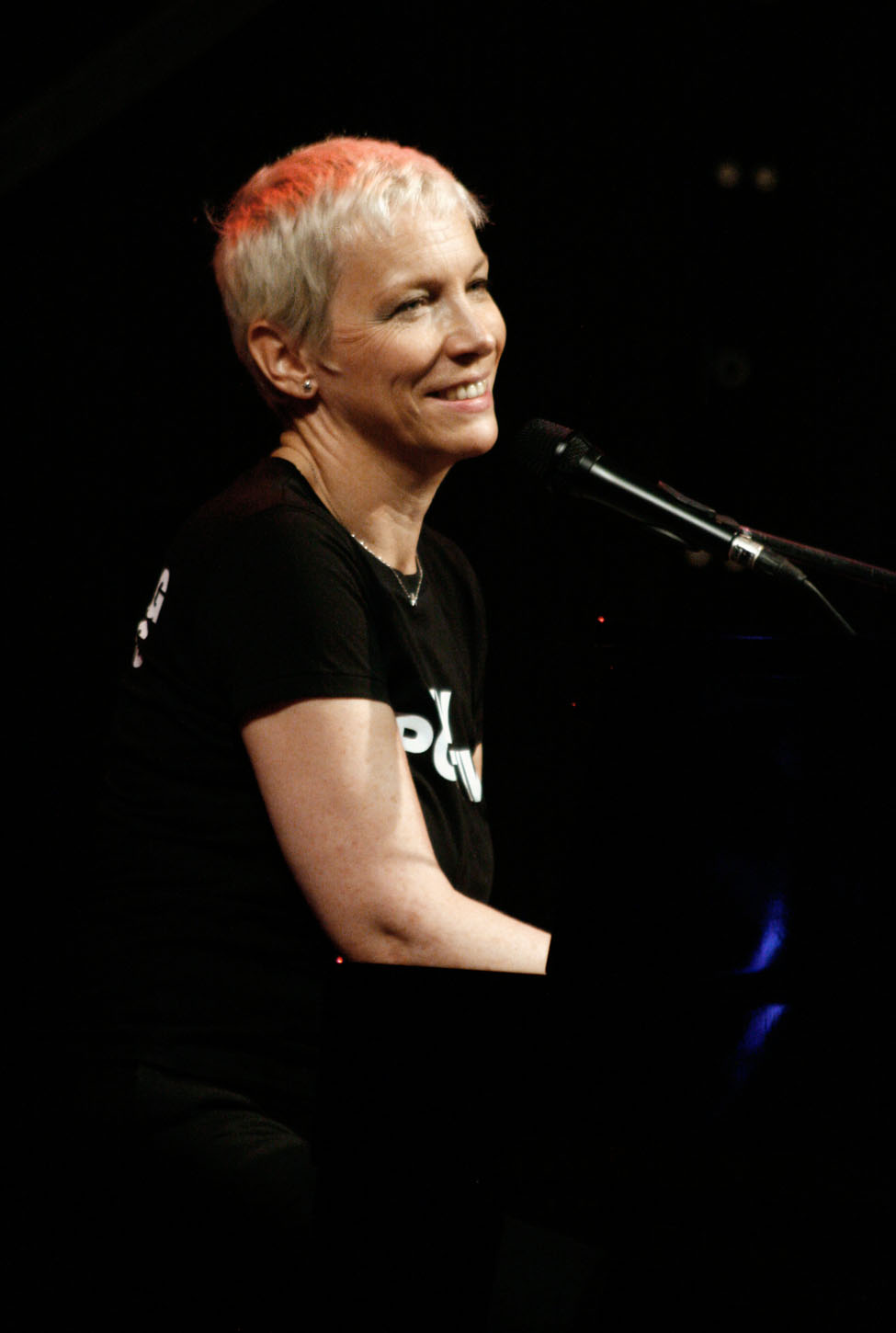
Annie Lennox

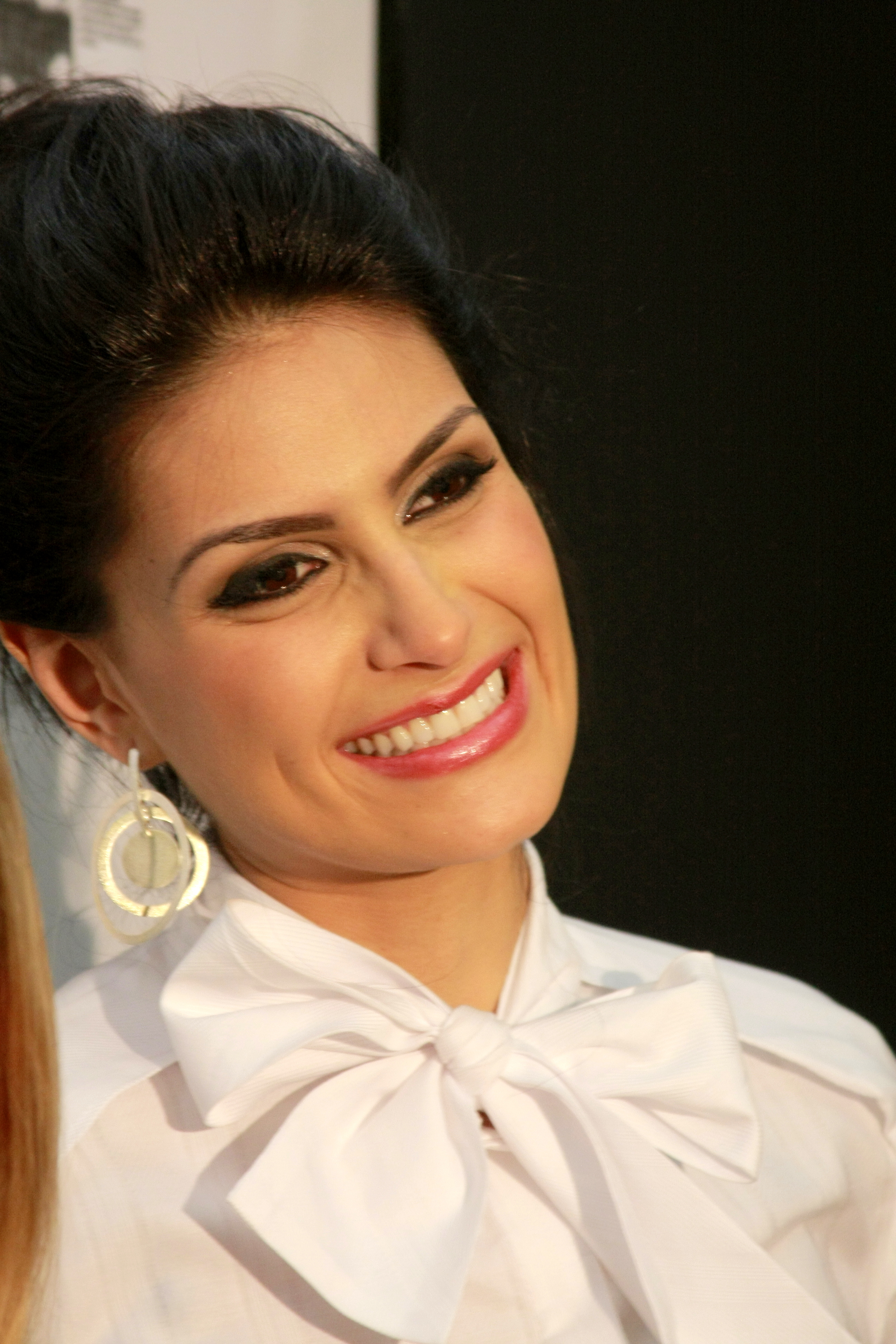
Natália Guimarães

### Anteriores ao século XIX
- 1250 — João IV Láscaris, imperador bizantino (m. 1305).
- 1281 — Alice de Lacy, condessa de Lincoln e Salisbury (m. 1348).
- 1461 — Cristina da Saxônia, rainha da Dinamarca, Noruega e Suécia (m. 1521).
- 1505 — Cristina da Saxónia, condessa de Hesse (m. 1549).
- 1584 — Margarida da Áustria, Rainha da Espanha (m. 1611).
- 1628 — Noël Coypel, pintor francês (m. 1707).
- 1665 — Grizel Baillie, escritora e compositora britânica (m. 1746).
- 1700 — Leopoldo II de Anhalt-Dessau (m. 1751).
- 1706 — Maria Ana de Schwarzenberg, marquesa de Baden-Baden (m. 1755).
- 1711 — Jean-Joseph Cassanéa de Mondonville, violinista e compositor francês (m. 1772).
- 1717 — Papa Pio VI (m. 1799).
- 1753 — Louis-Alexandre de Launay, diplomata e político francês (m. 1812).
- 1761 — William Justin Gregor, clérigo e mineralogista britânico (m. 1817).
- 1762 — Michael Kelly, tenor irlandês (m. 1826).
- 1763 — Claude Chappe, engenheiro e inventor francês (m. 1805).

### Século XIX
- 1821 — Clara Barton enfermeira e filantropa norte-americana (m. 1912).
- 1866 — Max Wien, físico alemão (m. 1938).
- 1872 — Augusto Tavares de Lira, jurista e historiador brasileiro (m. 1958).
- 1874 — Lina Cavalieri, cantora de ópera italiana (m. 1944).
- 1876 — Adolf Otto Reinhold Windaus, químico alemão (m. 1959).
- 1878 — Louis Chevrolet, automobilista suíço (m. 1941).
- 1879 — Afonso Pena Júnior, político e ensaísta brasileiro (m. 1968).
- 1884 — Evelyn Nesbit, atriz norte-americana (m. 1967).
- 1886 — Kid Ory, músico de jazz norte-americano (m. 1973).
- 1899
  - Humphrey Bogart, ator norte-americano (m. 1957).
  - Oscar Polk, ator norte-americano (m. 1949).

### Século XX

#### 1901–1950
- 1901 — Alice, Duquesa de Gloucester (m. 2004).
- 1904 — Gerhard Herzberg, químico alemão (m. 1999).
- 1906 — Ernst Ruska, físico alemão (m. 1988).
- 1907 — Cab Calloway, músico norte-americano (m. 1994).
- 1908
  - Quentin Crisp, autor britânico (m. 1999).
  - Zora Arkus-Duntov, projetista e engenheiro belga-americano (m. 1996).
- 1914 — Alziro Zarur, radialista brasileiro (m. 1979).
- 1916 — Luís Cristóvão dos Santos, escritor, folclorista e jornalista brasileiro (m. 1997).
- 1918
  - Anwar Al Sadat, político egípcio (m. 1981).
  - Ahmed Ben Bella, político argelino (m. 2012).
- 1920 — Artur Agostinho, jornalista, escritor e ator português (m. 2011).
- 1924
  - Atal Bihari Vajpayee, político indiano (m. 2018).
  - Rod Serling, roteirista norte-americano (m. 1975).
- 1925 — Carlos Castaneda, escritor e antropólogo norte-americano (m. 1998).
- 1927 — Ram Narayan, músico indiano (m. 2024).
- 1932 — Mabel King, atriz e cantora americana (m. 1999).
- 1935 — Donald Norman, professor americano.
- 1936 — Alexandra de Kent.
- 1939 — Tarek Abou Al Dahab, ex-ciclista libanês.
- 1941
  - Guido Reybrouck, ciclista belga.
- 1942 — Françoise Dürr, ex-tenista francesa.
- 1943
  - Hanna Schygulla, atriz alemã.
  - Howard Twilley, ex-jogador profissional de futebol americano estadunidense.
  - Wilson Fittipaldi Júnior, ex-automobilista brasileiro (m. 2024).
- 1944 — Jairzinho, ex-futebolista brasileiro.
- 1945
  - Ken Stabler, ex-jogador de futebol americano (m. 2015).
  - Noel Redding, baixista britânico (m. 2003).
- 1946
  - Jimmy Buffett, cantor e compositor norte-americano (m. 2023).
  - Larry Csonka, ex-jogador de futebol americano.
- 1948
  - Joel Santana, treinador brasileiro de futebol.
  - Walter Breda, ator, dublador e produtor brasileiro.
- 1949
  - Simone, cantora brasileira.
  - Sissy Spacek, atriz norte-americana.
- 1950 — Karl Rove, político americano.

#### 1951–2000
- 1952
  - Desireless, cantora francesa.
  - CCH Pounder, atriz guianesa-americana.
- 1953
  - João Pedro Stédile,  economista brasileiro.
  - Jésum Gabriel, ex-futebolista brasileiro.
  - Kaarlo Maaninka, ex-atleta finlandês.
- 1954
  - Annie Lennox, cantora britânica.
  - Amaral, ex-futebolista brasileiro (m. 2024).
  - Manuel Luís Goucha, apresentador de televisão português.
- 1955 — Rickey Henderson, basebolista estadunidense (m. 2024).
- 1956 — Carlos Borja, ex-futebolista boliviano.
- 1957 — Shane MacGowan, músico irlandês (m. 2023).
- 1958
  - Rickey Henderson, basebolista estadunidense (m. 2024).
  - Cláudio Manoel, humorista brasileiro.
- 1961 — Íngrid Betancourt, política colombiana.
- 1962
  - Luís Carlos, ex-futebolista brasileiro.
  - Max Rainsford, ex-ciclista australiano.
  - Matt Bishop, jornalista britânico.
- 1963 — Keith Reynolds, ex-ciclista britânico.
- 1964 — Gary McAllister, ex-futebolista britânico.
- 1965 — Werrason, cantor congolês.
- 1966
  - Mauro Picotto, DJ italiano.
  - Sandra Schumacher, ex-ciclista olímpica alemã.
  - Toshi Arai, piloto japonês
  - Javier Frana, ex-tenista argentino.
- 1967 — Jason Thirsk, baixista estadunidense (m. 1996).
- 1968 — Helena Christensen, ex-modelo dinamarquesa.
- 1969 — Xande de Pilares, cantor e compositor brasileiro.
- 1970 — Emmanuel Amunike, ex-futebolista nigeriano.
- 1971 — Dido, cantora britânica.
- 1972
  - Josh Freese, baterista estadunidense.
  - Sophie Heathcote, atriz australiana (m. 2006).
- 1974
  - Shinri Suzuki, ex ciclista japonês.
  - Iván Moro, ex-jogador de polo aquático espanhol.
- 1975
  - Todd Wells, ciclista olímpico estadunidense.
  - Hideki Okajima, jogador japonês de beisebol.
- 1976
  - Tuomas Holopainen, poeta e músico finlandês.
  - Armin van Buuren, DJ neerlandês.
- 1977 — Priya Rai, atriz indiana.
- 1978
  - Jeremy Strong, ator norte-americano.
  - Paula Seling, cantora romena.
- 1979
  - Laurent Bonnart, futebolista francês.
  - Alexandre Porpetone, ator e humorista brasileiro.
- 1980
  - Joanna Angel, atriz e empresária norte-americana.
  - Reika Hashimoto, atriz e modelo japonesa.
- 1981
  - Gonzalo García Vivanco, ator mexicano.
  - Trenesha Biggers, modelo e lutadora de wrestling norte-americana.
- 1982
  - Alecia Elliott, cantora e atriz estadunidense.
  - David Farrier, jornalista, documentarista e diretor neozelandês.
- 1983
  - Noah Chivuta, futebolista zambiano.
- 1984
  - Chris Cahill, futebolista samoano.
  - Natália Guimarães, modelo, apresentadora e atriz brasileira.
  - Locó, futebolista angolano.
- 1985 — Dritan Abazović, político montenegrino.
- 1986 — Natália Bernardo, handebolista angolana.
- 1988
  - Marco Mengoni, cantor italiano.
  - Simona Pop, esgrimista romena.
- 1989
  - Raúl Iberbia, futebolista argentino.
  - Catalina Usme, futebolista colombiana.
- 1990
  - Natanael, futebolista brasileiro.
  - Moreno Moser, ciclista italiano.
- 1992 — Rachel Keller, atriz norte-americana.
- 1993 — Ariadna Gutiérrez, modelo colombiana.
- 1994 — Meritxell Mas, nadadora artística espanhola.
- 1996
  - Emiliano Buendía, futebolista argentino.
  - Tim Erlandsson, futebolista sueco.
- 1997
  - Zerb, DJ e produtor musical brasileiro.
  - Bethany Antonia, atriz britânica.
  - Wichapas Sumettikul, ator e modelo tailandês.
- 1998 — Tamsin Cook, nadadora australiana.
- 2000 — Luke Plapp, desportista australiano.

### Século XXI
- 2005 — Oleksiy Sereda, saltador ucraniano.

## Mortes

### Anteriores ao século XIX
- 0795 — Papa Adriano 1.º (n. 700).
- 0820 — Leão 5.º, o Armênio, imperador bizantino (n. 775).
- 1086 — Judite da Boêmia, duquesa da Polônia (n. 1056).
- 1156
  - Pedro, o Venerável, diretor da Abadia de Cluny (n. 1092).
  - Suérquero 1.º da Suécia (n. ?).
- 1359 — Beatriz da Baviera, rainha da Suécia (n. 1344).
- 1553 — Pedro de Valdivia, conquistador espanhol e político chileno (n. 1497).
- 1634 — Lettice Knollys, condessa de Essex e Leicester (n. 1543).
- 1635 — Samuel de Champlain, geógrafo e explorador francês (n. 1567).
- 1676 — William Cavendish, 1.º Duque de Newcastle-upon-Tyne (n. 1592).
- 1688 — Sofia Amália de Nassau-Siegen, duquesa da Curlândia e Semigália (n. 1650).
- 1729 — Cristiana Carlota de Württemberg-Winnental, marquesa de Brandemburgo-Ansbach (n. 1694).

### Século XIX
- 1824 — Barbara Juliane von Krüdener, mística russa (n. 1764).
- 1895 — Raul Pompeia, escritor brasileiro (n. 1863).
- 1899 — Elliott Coues, cirurgião militar estadunidense (n. 1842).

### Século XX
- 1926 — Taishō, imperador japonês (n. 1879)
- 1930 — Hermes Fontes, compositor e poeta brasileiro (n. 1888).
- 1935 — Paul Bourget, escritor e crítico francês (n. 1852).
- 1946 — W. C. Fields, humorista norte-americano (n. 1880).
- 1961 — Otto Loewi, farmacêutico alemão (n. 1873).
- 1973
  - Maurício Grabois, político brasileiro (n. 1912).
  - İsmet İnönü, político turco (n. 1884).
- 1976 — Conduelo Píriz, futebolista uruguaio (n. 1905).
- 1977 — Charlie Chaplin, diretor, produtor, ator e músico britânico (n. 1889).
- 1980 — Louis Neefs, cantor belga (n. 1937).
- 1983 — Joan Miró, artista plástico espanhol (n. 1893).
- 1986 — Mikhaël Ivanoff, filósofo búlgaro (n. 1900)
- 1989
  - Nicolae Ceauşescu, político romeno (n. 1918).
  - Elena Ceaușescu, cientista romena (n. 1916).
- 1995
  - Emmanuel Levinas, filósofo lituano (n. 1906).
  - Dean Martin, cantor e ator norte-americano (n. 1917).
  - Nicolas Slonimsky, compositor russo-americano (n. 1894).
- 1998 — Damita Jo DeBlanc, atriz e comediante estadunidense (n. 1930).
- 2000 — Willard van Orman Quine, filósofo estadunidense (n. 1908).

### Século XXI
- 2002 — Íñigo Cavero, político e advogado espanhol (n. 1929).
- 2003 — Charles Concordia, engenheiro eletrônico estadunidense (n. 1908).
- 2006 — James Brown, cantor e compositor estadunidense (n. 1933).
- 2008
  - Eartha Kitt, atriz e cantora norte-americana (n. 1927).
  - Olívio Aurélio Fazza, bispo católico brasileiro (n. 1925).
- 2009 — Vic Chesnutt, cantor e compositor norte-americano (n. 1964).
- 2010 — Carlos Andrés Pérez, político venezuelano (n. 1922).
- 2012 — Dona Canô, centenária brasileira (n. 1907).
- 2014 — Louis Boutet de Monvel, matemático francês (n. 1941).
- 2016
  - Lucila Nogueira, escritora brasileira (n. 1950).
  - George Michael, cantor britânico (n. 1963).
  - José Silva Marques, político português (n. 1938).
- 2020 — K. C. Jones, jogador de basquete estadunidense (n. 1932).
- 2024 — Dulce, cantora, atriz e psicóloga mexicana (n. 1955).

## Feriados e eventos cíclicos
- Dia do Natal
- Aniversário do município de Natal, RN.

### Cristianismo
- Anastácia de Sírmio
- Menino Jesus de Praga
- Natal - Para os católicos e protestantes, 25 de dezembro é a celebração do nascimento de Jesus, os ortodoxos celebram no dia 7 de janeiro.

## Outros calendários
- No calendário romano era o 8.º dia (VIII) antes das calendas de janeiro.
- No calendário litúrgico tem a letra dominical B para o dia da semana.
- No calendário gregoriano a epacta do dia é xxvi.